# 河内長野市立加賀田中学校
河内長野市立加賀田中学校（かわちながのしりつかがたちゅうがっこう）は、大阪府河内長野市にある公立中学校。
地域が住宅地として開発されたことに伴って河内長野市立東中学校の生徒数が増加したことから、1981年に同校から分離開校した。
2012年度にはパナソニック教育財団による第38回実践教育助成校として、技術・家庭科技術分野で「iPadを使った生物育成実習」が行われた。
2020年度には新型コロナウイルス感染防止のため、
例年盛り上がりを見せている文化発表会は中止となった。
(っ’ヮ’c)ﾜｱ

## 沿革
- 1981年4月1日 - 河内長野市立東中学校より分離開校。
- 1991年4月1日 - 河内長野市立美加の台中学校を分離。

(っ’ヮ’c)ﾜｱ

## 主な行事
- 6月 - 修学旅行
- 9月 - 体育大会
- 10月 - 文化発表会、加賀田フェスティバル（育成会）
- 2月 - スキー学習(廃止)

## 通学区域
- 河内長野市立加賀田小学校と河内長野市立石仏小学校の通学区域。

## 出身者
- 川村結花

## 交通
- 南海高野線 美加の台駅から徒歩約10分
- 南海高野線 三日市町駅から南海バス南青葉台線（13・30系統）「青葉台センター前」バス停下車、徒歩約10分。